# Martin Boonzaayer
Martin David Boonzaayer (Kalamazoo, 1 de noviembre de 1972) es un deportista estadounidense que compitió en judo. Ganó una medalla de bronce en los Juegos Panamericanos de 2003 y una medalla de bronce en el Campeonato Panamericano de Judo de 2003.

## Palmarés internacional
| Juegos Panamericanos    | Juegos Panamericanos            | Juegos Panamericanos | Juegos Panamericanos |
| Año                     | Lugar                           | Medalla              | Categoría            |
| ----------------------- | ------------------------------- | -------------------- | -------------------- |
| 2003                    | Santo Domingo (Rep. Dominicana) | Medalla de bronce    | +100 kg              |
| Campeonato Panamericano |                                 |                      |                      |
| Año                     | Lugar                           | Medalla              | Categoría            |
| 2003                    | Salvador (Brasil)               | Medalla de bronce    | +100 kg              |